# Истана Кампонг Глам

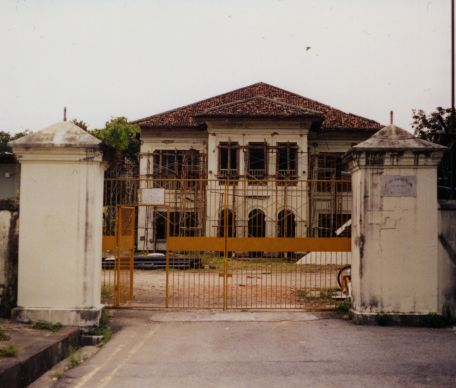
Истана Кампонг Глам до реставрации в августе 2001 года

Истана Кампонг Глам (с малайского — «Дворец в Кампонг Гламе»; джави: ايستان كامڤوڠ ڬلم; китай.: 甘榜格南皇宫), или Истана Кампонг Гелам — прежний малайский дворец в Сингапуре. Он расположен у Мечети Султана Хуссейна в Кампонг Гламе. Дворец и его подворье были отреставрированы в составе Центра малайского наследия в 2004 году.

## История

### Ранняя история
Первоначально Истана Кампонг Глам был построен султаном Джохора Хуссейном Шахом в 1819 году на площади в 23 гектара (57 акров) в Кампонг Гламе, переданной ему согласно договору с Британской Ост-Индской компанией. Предполагается, что это было деревянное строение к востоку от Бич Роуд. В это время он занимал территорию вдвое большую, чем в современном виде, но был сокращён в 1824 году в связи с возведением Северной Бридж Роуд. Султан жил здесь до своей кончины в 1835 году.

### Перестройка дворца
Нынешний вид дворец обрёл благодаря старшему сыну султана Хуссейна, султану Али Искандеру-шаху. Между 1836 и 1843 годами он построил на месте первоначального дворца современный его вариант. Новое двухэтажное здание было возведено на деньги англичан, а автором проекта был, по всей вероятности, британский архитектор Дж. Д. Колмен, занимавший должность суперинтенданта общественных работ при британской колониальной администрации с 1828 по 1841 год. Архитектурный стиль дворца стал комбинацией из популярного в Англии палладианства с традиционными малайскими мотивами. По периметру дворец был обнесён стеной и маленькими домами в сельском малайском стиле для окружения султана.
После завершения строительства дворца в 1843 году тенку (принц) Алам, старший сын султана Али, жил здесь до своей смерти в 1891 году. . После своей смерти он был похоронен в близкой ко дворцу Мечети Султана Хуссейна.

### Дальнейшая история
Один из потомков султана. любитель спорта, основал на территории комплекса спортивный клуб — «Кота Раджа Клаб», предназначенный для занятий спортом молодой аристократии. Клуб существует до сих пор.
Указ 1904 года султана Хуссейна, ратифицированный британским правительством, гарантировал ему финансовое благополучие. Кроме того, все потомки султана, имеющие документальное подтверждение родства, получали ежегодное денежное пособие, независимо от того, в какой стране они проживали. Правительство независимого Сингапура сохранило все их привилегии. В то же время, потомки султана были выселены из дворца, получив за это компенсацию.
Истана Кампонг Глам и прилегающая территория подверглись реставрации в рамках развития образованного Центра малайского наследия в 2004 году.